# Maurice Dezaux
Maurice Dezaux, né le 16 octobre 1864 à Paris et mort le 19 mars 1919 à Saint-Mandrier, est un athlète français, spécialiste du demi-fond.

## Biographie
Joseph Henri Maurice Dezaux est le fils de Pierre Joseph Dezaux, négociant, et Marie Isabelle Mignot.
Il est affilié au Racing Club de France et remporte son premier titre de Champion de France en 1888.
Représentant de commerce, il épouse en septembre 1905, à Paris, Henriette Hélène Thierard.

### Palmarès
- Championnats de France d'athlétisme :
  - vainqueur du 1500 mètres en 1888
  - vainqueur du 4000 mètres steeple en 1890

- Championnats de France de cross-country :
  - Vice-champion en 1890
  - 3e en 1891